# Salacia nitidissima
Salacia nitidissima är en benvedsväxtart som beskrevs av Merrill. Salacia nitidissima ingår i släktet Salacia och familjen Celastraceae. Inga underarter finns listade.